# 나고야시 과학관
나고야시 과학관(名古屋市科学館)은 일본 아이치현 나고야시 니카구 시라카와 공원 내에 있는 과학관이다.

## 역사
1962년 11월 3일에 천문관을 메인으로 한 천문관, 2년 후인 1964년 11월 1일 물리 · 원리 · 기술 등의 내용을 소개하는 이공계관이 개관하였다. 1989년 4월 29일에는 생명 · 생활 · 환경을 소개하는 생활 박물관이 개관함과 동시에 기존관의 대대적인 보수도 이루어져 종합 과학관으로 리뉴얼되었다.